# Nicolae Porumbescu
Nicolae Porumbescu (n. 1919, București – d. 30 ianuarie 1999, Suceava) a fost o figură proeminentă a arhitecturii românești, autor al unui număr impresionant de clădiri civice și publice din perioada anilor 1960-1990.
De-a lungul celor peste 50 de ani de carieră a elaborat câteva proiecte pentru case particulare și multe obiective de interes și utilitate publică în Suceava, Botoșani, Iași, București, Baia Mare, Satu Mare. Caracteristic operelor sale este preluarea elementelor tradiționale  arhitecturii din lemn și transpunerii lor în beton într-o scară monumentala.
Este fondatorul Școlii de arhitectură din Iași.

## Biografie
- În 1958- este absolvent al Institutului de arhitectură Ion Mincu din București, având ca subiect de diploma "Circ de iarna"
- În 1990- moare la data de 30 ianuarie 1999, sambata, la ora 17, la varsta de 80 de ani.

## Lucrări
- Teatru - Cinematograf, Hunedoara, 1953
- Casa de cultură "Înfrățirea între popoare", București, 1953
- Circul de Stat din București, 1961
- Hotel și patinoar, Poiana Brașov, 1970
- Palatul administrativ, Botoșani, 1970
- Casa de Cultură din Suceava, 1965-1969
- Casa oamenilor de știință și tehnică, actualul sediu al Filialei Iași a Academiei Române
- Casa de cultură, Baia Mare
- Centrul Nou, Palatul Administrativ, Casa de cultură, Magazinul Universal (astăzi SOMESUL), Blocuri de locuințe, Amenajare piață, Satu Mare, 1974-1987
- Facultatea de Arhitectură ”G. M. Cantacuzino”, Iași